# 肉骨粉
肉骨粉（Meat and Bone Meal）是炼制工业的一种产品，一般为50%的蛋白質，35%的灰以及一些脂肪水分，一般作为动物饲料来使用，如猫粮、狗干粮。
肉骨粉是用不适于食用的家畜躯体、骨、内脏等物作原料，经熬油后的干燥产品。除正常制造过程中无法避免之少量杂质混入外，不得混杂有毛、角、蹄、皮及粪便等物。产品的胃蛋白酶不溶物应在14%以下。
肉骨粉营养成分因原料、加工方法、掺杂物及贮存期间的变化等而有较大差别。原料中骨及结缔组织量大则蛋白质含量低，且利用率低，而含有较多血、蹄角及毛发等物的原料生产出的肉骨粉，虽蛋白质含量高，但利用率低。一般肉骨粉粗蛋白质含量在50％-60％，赖氨酸含量高，蛋氨酸、色氨酸含量低。氨基酸利用率变化大，易因加热过度而不易被动物吸收。含有较多的B族维生素，维生素A、 D较少。钙、磷含量高，磷为可利用磷。尤其原料中含骨骼多时，磷的含量亦多。
在西欧，由于使用肉骨粉饲养反刍类的牛，造成了疯牛病的散播。

## 外部連結

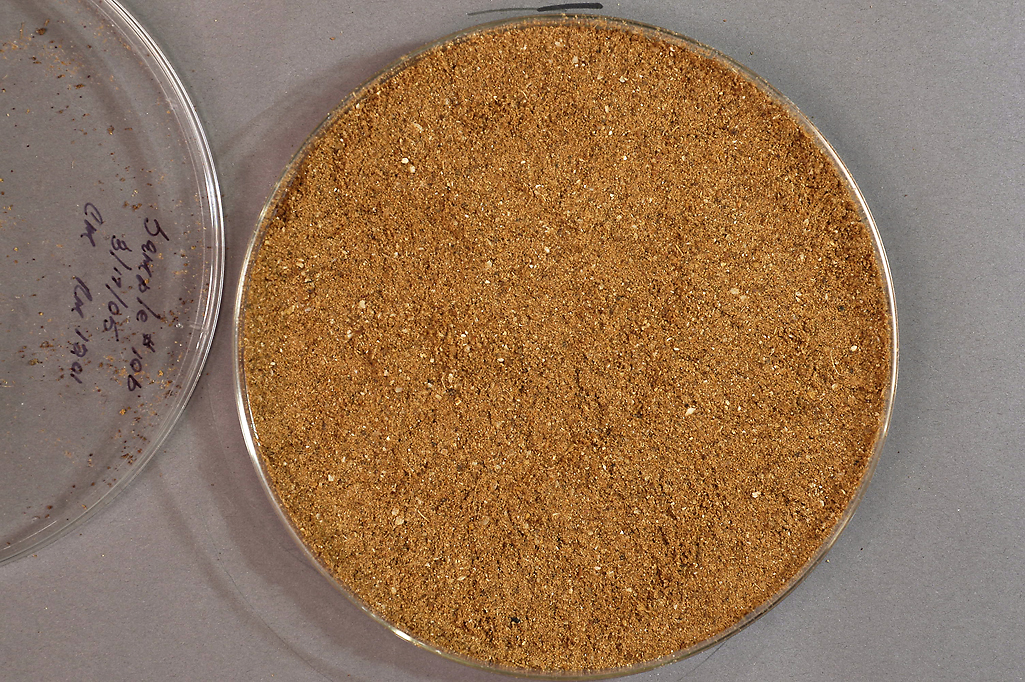
肉骨粉

- "Meat and Bone Meal" - 搜索 Google 圖書
- "肉骨粉" - 搜索 Google 圖書